# 明日香村立聖徳中学校
明日香村立聖徳中学校（あすかそんりつ しょうとくちゅうがっこう）は、奈良県高市郡明日香村大字野口にある公立中学校。
校舎など敷地の大部分は隣接する橿原市五条野町に属し、明日香村域は運動場の一部などわずかである。これは明日香村全体が歴史的風土保全地区に指定されており、村内に適切な中学校建設地が見当たらなかったことによる。

## 沿革
- 1976年3月 - 体育館が落成。
- 1977年5月 - 新校舎が竣工。
- 1989年4月 - ランチルームが落成。

## 通学区域
明日香村全域。明日香村立明日香小学校の校区に同じ。

## 周辺
- 明日香村立明日香小学校
- 奈良県立明日香養護学校
- 小山田古墳
- 天武天皇陵・持統天皇陵
- 鬼の爼・鬼の雪隠
- 奈良県道155号多武峯見瀬線

## アクセス
- 近鉄吉野線 飛鳥駅から東へ1km
- かめバス 天武・持統陵バス停にて下車

## 主な出身者
- 古根川実（柔道家）
- 福元悠真（プロ野球選手）